# Amanecer (albúm de Bomba Estéreo)
Amanecer es el cuarto álbum del grupo musical colombiano Bomba Estéreo. 
El álbum fue nominado al Premio Grammy Latino al Mejor Álbum de Música Alternativa y al Premio Grammy al Mejor Álbum de Rock Latino, Urbano o Alternativo. Alcanzó el puesto 17 en la lista Billboard Top Latin Albums y fue considerado el mejor álbum latino de 2015 por Rolling Stone.
Incluye la canción «Soy yo», que presenta a la estrella infantil costarricense Sarai González, y que recibió más de 109 millones de visitas en YouTube, la canción y el vídeo fueron calificados como «una celebración de uno mismo y un símbolo de la orgullosa latinidad» y «una oda a las chicas morenas».

## En medios
En 2019, la canción «Soy yo» apareció en los créditos finales de la película Dora y la ciudad perdida, y en la banda sonora del videojuego de carreras de 2021 Forza Horizon 5. También ha sido utilizada en varios comerciales como la compañía de entrega GrubHub, el drama criminal de The CW In The Dark y el Samsung Galaxy S8.
El tema «Caderas» apareció en las escenas iniciales de la película estadounidense de 2019 Triple Frontier. En 2021, se utilizó un remix para la película de animación Sing 2 de Illumination.

## Lista de canciones
| N.º | Título                                   | Duración |  |
| 1.  | «Amanecer»                               | 4:08     |  |
| 2.  | «Caderas»                                | 2:55     |  |
| 3.  | «Somos dos»                              | 3:59     |  |
| 4.  | «Soy yo (en colaboración con Timbaland)» | 2:39     |  |
| 5.  | «Fiesta»                                 | 3:39     |  |
| 6.  | «Voy»                                    | 3:16     |  |
| 7.  | «Algo está cambiando»                    | 4:29     |  |
| 8.  | «Mar (Lo Que Siento)»                    | 3:49     |  |
| 9.  | «To my love»                             | 3:59     |  |
| 10. | «Sólo tu»                                | 4:14     |  |
| 11. | «Raíz»                                   | 3:38     |  |